# Энтратико
Ентратико (итал. Entratico) — коммуна в Италии, располагается в регионе Ломбардия, в провинции Бергамо.
Население составляет 1718 человек (2008 г.), плотность населения составляет 430 чел./км². Занимает площадь 4 км². Почтовый индекс — 24060. Телефонный код — 035.
Покровителем коммуны почитается святитель Мартин Турский, празднование 11 ноября.

## Демография
Динамика населения:

## Администрация коммуны
- Официальный сайт: http://www.comune.entratico.bg.it/